# Pałac w Brodziszowie
Pałac w Brodziszowie – zabytkowy pałac wybudowany w pierwszej połowie XIX w. w Brodziszowie.

## Położenie
Pałac położony jest w Brodziszowie – wsi w Polsce, w województwie dolnośląskim, w powiecie ząbkowickim, w gminie Ząbkowice Śląskie.

## Opis
Piętrowy pałac wybudowany w stylu klasycystycznym kryty niskim dachem dwuspadowym. Główne wejście prowadzi od frontu przez portal w ryzalicie zwieńczonym frontonem. Obiekt jest częścią zespołu pałacowego z XIX w., w skład którego wchodzi jeszcze park (otoczenie).